# Aeroportul Oshawa
Aeroportul Oshawa (IATA: YOO, ICAO: CYOO) este un aeroport din Ontario, Canada. Aeroportul a fost tranzitat în 2012 de 0 pasageri.
Situat la o altitudine de 140 m, aeroportul dispune de o singură pistă.